# Гробище (Постойна)
Гробище (словен. Grobišče) — поселення в общині Постойна, Регіон Нотрансько-крашка, Словенія. Висота над рівнем моря: 542,6 м.